# انتخابات حاسمة
الانتخابات الحاسمة هي انتخابات يحدث فيها تحول في التحالف الحزبي مؤشرة على نمط منقح على نحو جذري من العلاقات ضمن نظام الحزب الواحد.
ومن الصعب تحديد الانتخابات الحاسمة عندما تجري وتعطي هذه الصفة في وقت لاحق عندما يمكن ملاحظة النمط الأطول أمدا من العلاقات الحزبية المتغيرة.